# Palais des Festivals et des Congrès

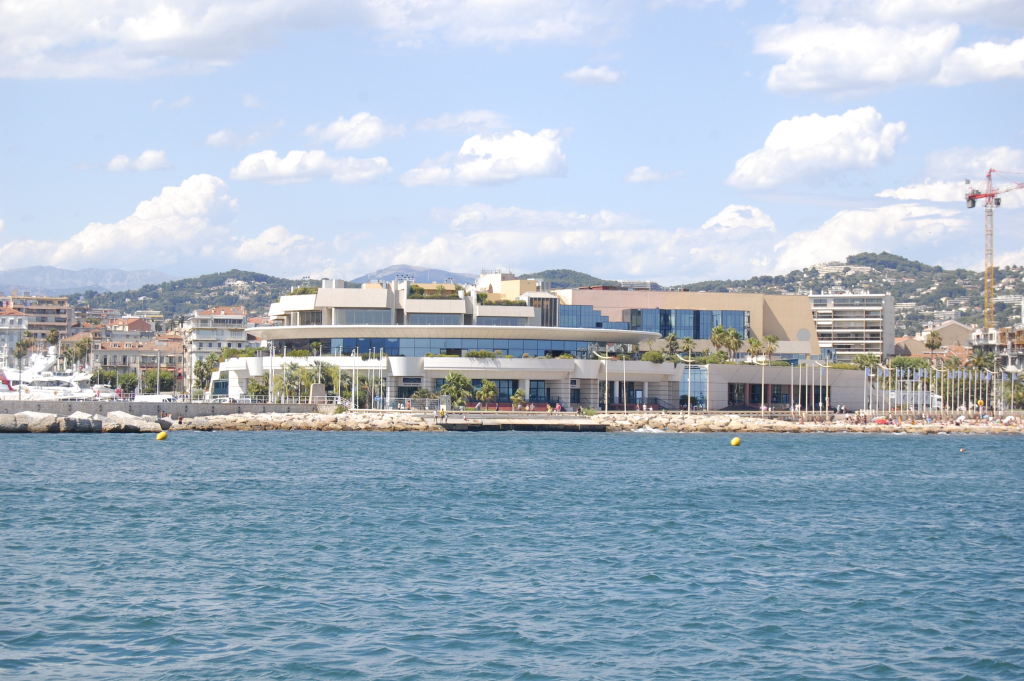
Palais des Festivals et des Congrès

Das Palais des Festivals et des Congrès (deutsch: Festival- und Kongresspalast) ist ein Gebäudekomplex im französischen Cannes, in dem ganzjährig Veranstaltungen mit regionalem, nationalem und internationalem Charakter stattfinden. Dazu gehören insbesondere die Internationalen Filmfestspiele von Cannes. Das Palais bietet bis zu 35.000 m² Veranstaltungsfläche.

## Geschichte des Alten Casinos
Keines der acht Casino-Projekte, die ab 1899 ausgearbeitet wurden, hatte Erfolg – alle scheiterten am Widerstand von Großfürst Michail Alexandrowitsch Romanow, der um die öffentliche Moral besorgt war. Schließlich vergab der Stadtrat die Konzession am 5. April an Henri Ruhl, Direktor des Pariser Hotels Scribe. Das Casino, erbaut nach Plänen des Architekten Camille Mari, wurde am 28. Januar 1907 in Gegenwart des Großfürsten eingeweiht. 1919 wurde es erweitert, und 1930 durch den Architekten Roger Séassal (Nizza) modernisiert.
Das Alte Casino wurde 1979 durch den neuen Palais ersetzt.

## Geschichte

### Das alte Palais des Festivals
Die Entstehung des Palais des Festivals et des Congrès de Cannes ist mit den Filmfestspielen verbunden: Da es keinen geeigneteren Ort gab, fanden die ersten Festspiele vom 20. September bis 5. Oktober 1946 im Alten Casino statt. Der Stadtrat beschloss deshalb, ein Festspielgebäude an der Promenade de la Croisette zu errichten. 1949 konnte das erste Palais, auch Palais Croisette genannt, eingeweiht werden. Das alte Gebäude existiert inzwischen nicht mehr: Es wurde durch ein Hotel der Hilton Hotels und das Palais Stéphanie ersetzt.

### Das neue Palais des Festivals

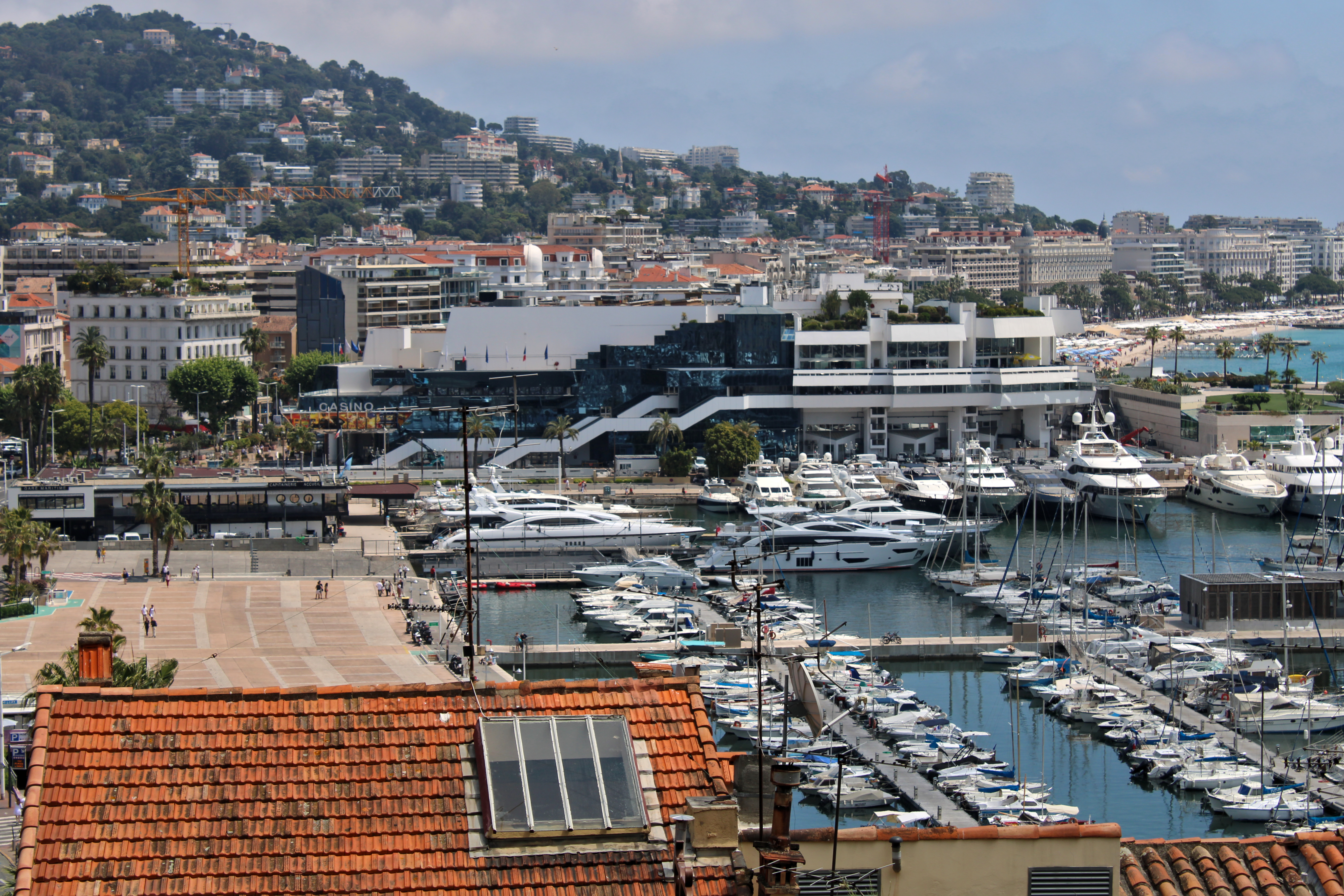
Blick auf den Palais des Festivals et des Congrès vom Turm des Castre, im Vordergrund der Hafen.

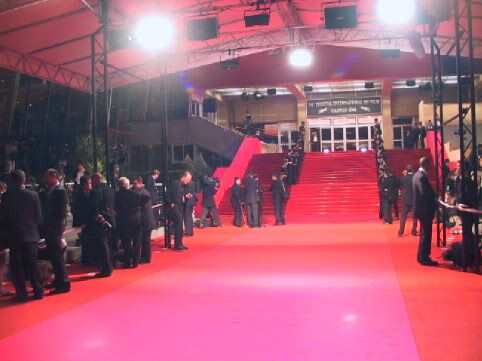
Der rote Teppich.

Aufgrund des großen Erfolgs der Filmfestspiele und der touristischen Entwicklungen sowie erster Fachmessen (Reed MIPTV ab 1965) beschloss die Stadt Cannes 1979, einen neuen Palast nahe dem alten Hafen zu errichten. 1982 konnte das Gebäude, das nach Plänen der Architekten Sir Hubert Bennett (London) und François Druet (Biot) entstand, eingeweiht werden. 1999 wurde es um 10.000 m² erweitert, die Espace Riviera (Raum Riviera) genannt wurden. Damit bietet der Gebäudekomplex gegenwärtig 35.000 m² Veranstaltungsfläche in unterschiedlichen Sälen und Auditorien.
Das Gebäude steht seit 2001 auf der Liste der Baudenkmale.

## Betreibergesellschaft
Für den Betrieb des neuen Palais wurde am 1. Januar 1992 die Société d’économie mixte pour les événements cannois (SEMEC) aus drei Vereinigungen gegründet:
- Cannes Tourisme
- L’OMACC
- L’association Cannes Palais des Congrès

Die Stadt hat ihr folgende Aufgaben übertragen:
- Tourismuswerbung
- Kongresse einwerben und durchführen
- Trägerschaft der Tourist-Information
- Trägerschaft des Palais des Festivals et des Congrès
- Durchführung von Events in der Stadt

Präsident der SEMEC ist David Lisnard.

## Regelmäßige Veranstaltungen
- Internationale Filmfestspiele von Cannes
- MAPIC
- Midem
- MIPIM
- NRJ Music Awards